# Niall, conte di Carrick
Niall, conte di Carrick (... – 1256), è stato un nobile scozzese.

## Biografia
Era figlio (o forse nipote) di Donnchadh, conte di Carrick, e gli successe alla sua morte nel 1250. Durante i pochi anni di comando, si dimostrò molto devoto operando numerose concessioni ai monasteri presenti sulle sue terre. Nel 1255 giurò fedeltà a re Enrico III d'Inghilterra, divenendo al contempo reggente provvisorio di re Alessandro III di Scozia, all'epoca minorenne. Sempre nel 1255 redasse testamento, nominando come erede al titolo di capo del clan Carrick un suo nipote, sir Roland, ma lasciando invece la maggior parte del patrimonio familiare alla figlia maggiore Marjorie. Effettuò quindi un pellegrinaggio in Terrasanta, e morì durante il tragitto.
Sua figlia Marjorie divenne così una delle più ricche e potenti feudatarie di Scozia, e il suo matrimonio con Robert Bruce, VI signore di Annandale sancì l'ascesa del clan Bruce verso il potere.

## Discendenza
Si sposò con Margaret Stewart del clan Stewart, dalla quale ebbe quattro figlie, delle quali tuttavia è storicamente attestata solo la primogenita Marjorie, che ereditò i feudi paterni.